# Sonderaktion 1005
Особая операция 1005 (нем. Sonderaktion 1005), также называемая «операция 1005» (нем. Aktion 1005), или «операция эксгумации» (нем. Enterdungsaktion) была проведена во время Второй мировой войны нацистской Германией с целью сокрытия следов убийства миллионов людей в ходе операции Рейнхард.

## Описание
Операция проводилась под строгим секретом в период с 1942 по 1944 годы с использованием заключённых концентрационных лагерей, которые раскапывали массовые захоронения и сжигали трупы. Эти рабочие группы официально назывались «трупные команды» (нем. Leichenkommando) и были частью зондеркоманды 1005; во избежание побегов заключённые часто работали в цепях. За операцией надзирали отобранные команды из СД и полиции порядка.

## История

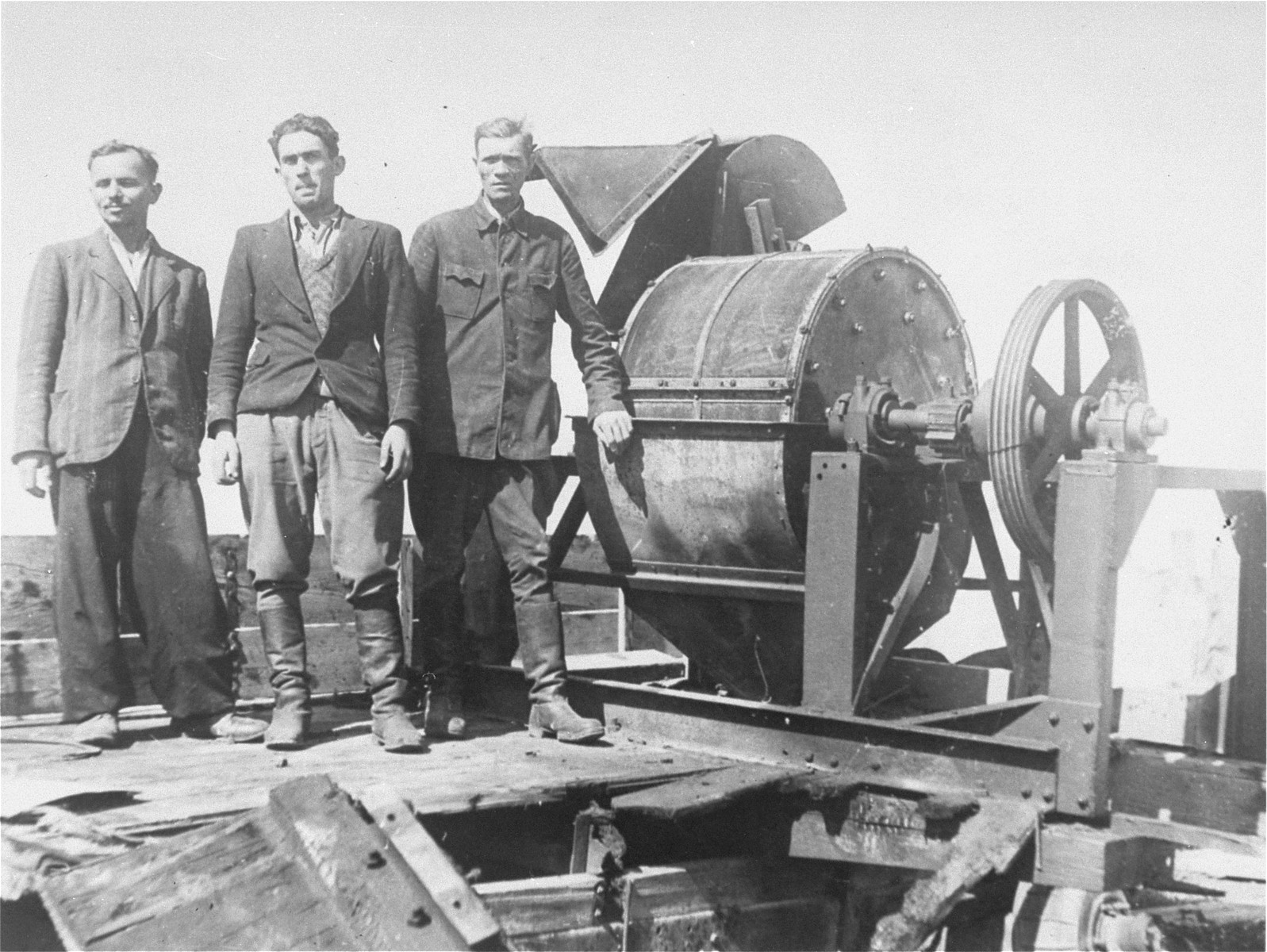
члены зондеркоманды 1005 позируют на фоне костемольной машины в Яновском концлагере, июнь 1943 — октябрь 1943

В марте 1942 года обергруппенфюрер СС Рейнхард Гейдрих поручил штандартенфюреру СС Паулю Блобелю проведение операции 1005. Однако её начало задержалось из-за убийства Гейдриха в июне 1942 года чешскими агентами УСО в результате операции «Антропоид». В конце июня группенфюрер СС Генрих Мюллер, глава гестапо, окончательно отдал Блобелю этот приказ. В то время как принципиальной целью было уничтожение следов казней евреев, операция могла также включать и другие жертвы нацистских айнзатцгрупп.
Блобель начал свою работу с экспериментов в Хелмно. Но попытки использовать зажигательные бомбы для уничтожения эксгумированных тел были неудачными, так как огонь перекинулся на близлежащий лес. Самый эффективный способ был в конце концов найден в виде огромных погребальных костров на железных решётках. Этот метод был связан с выкладыванием слоями тел и дров на рельсах. Остающиеся фрагменты костей перемалывались особыми машинами и вновь захоранивались в ямах.
Операция официально началась в Собиборе. Трупная команда выкопала тела из массового захоронения вокруг лагеря и сожгла их. После того, как работа была сделана, рабочие были казнены. В декабре 1942 года процесс переместился в Белжец. Так как в таких лагерях, как Аушвиц или Берген-Бельзен, были крематории для сжигания тел, операция 1005 на их территориях не проводилась. После Белжеца работа была продолжена в Треблинке.
Операция проводилась также в местах массовых убийств, таких как Львов, Бабий Яр, 9-й форт, лагерь смерти Малый Тростенец. В 1944 году, с наступлением Красной армии, обергруппенфюрер СС Вильгельм Коппе, глава рейхсгау Вартеланд, отдал приказ об организации во всех пяти областях Генерал-губернаторства своих отдельных групп операции 1005, чтобы начать «очистку» массовых захоронений. Операции ещё не были полностью закончены, когда наступающие советские войска достигли ещё не «очищенных» мест.

## После

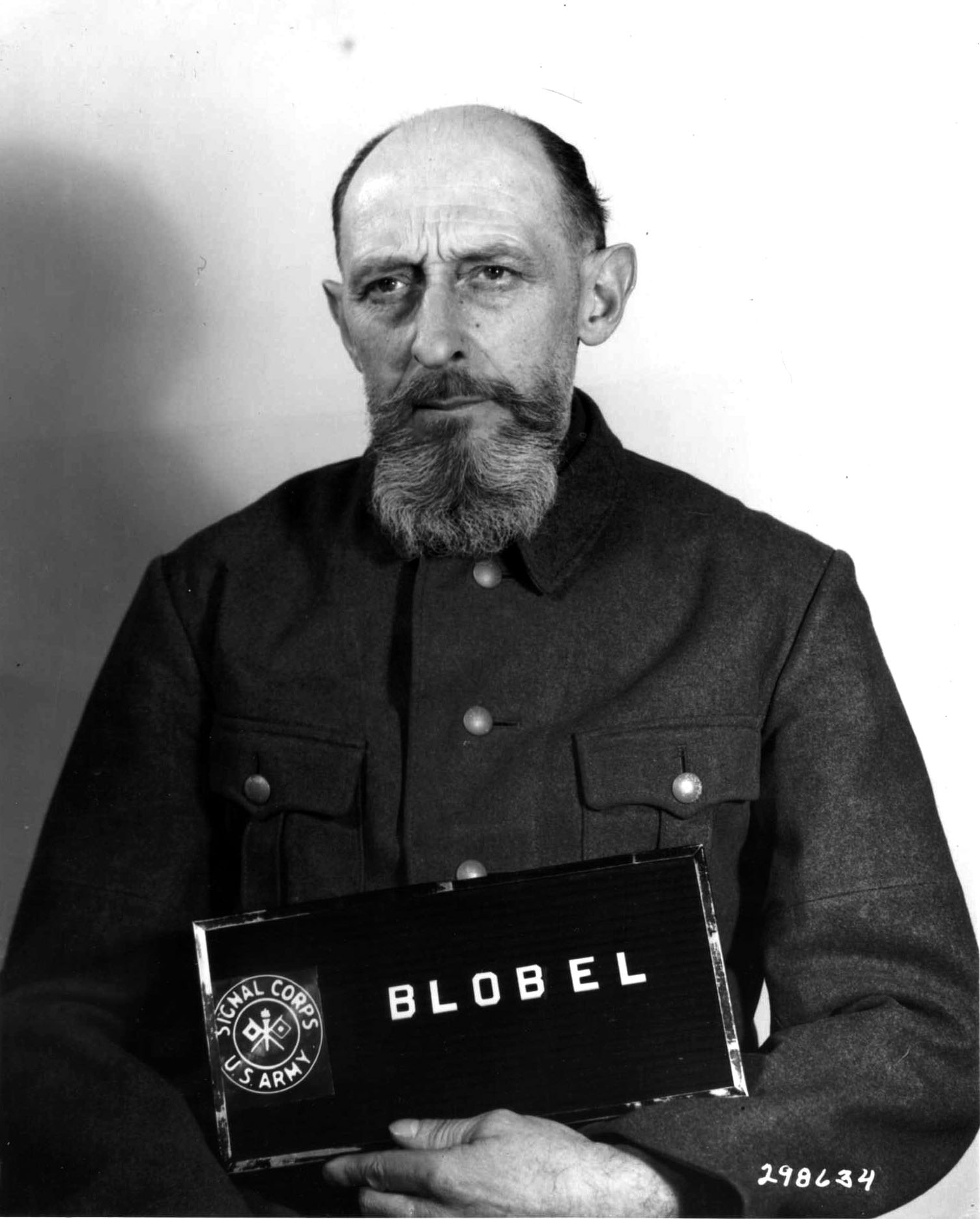
Пауль Блобель, 1 марта 1948

В ходе Нюрнбергского процесса после войны подчинённый Адольфа Эйхманна, гауптштурмфюрер СС Дитер Вислицени (нем. Dieter Wisliceny), дал следующие показания об операции 1005:
В ноябре 1942 года в офисе Эйхмана в Берлине я встретил штандартенфюрера Блобеля, бывшего руководителем команды 1005, которая была создана для стирания всех следов окончательного решения еврейской проблемы айнзатцгруппами и всех других казней. Команда 1005 действовала как минимум с осени 1942 по сентябрь 1944 и всё это время подчинялась Эйхманну. Миссия была сформулирована, когда стало ясно, что Германия не может удержать все оккупированные территории на Востоке и было признано необходимым удалить все следы совершённых преступных казней. В ноябре 1942 года в Берлине Блобель прочёл лекцию перед группой специалистов Эйхманна о еврейском вопросе на оккупированных территориях. Он рассказал о специальных кремационных печах, которые он лично сконструировал для использования в работе команды 1005. Его заданием было вскрытие могил, удаление из них и сжигание тел прежде казнённых лиц. Команда 1005 действовала в России, Польше и в Прибалтике. Потом я видел Блобеля в Венгрии в 1944 году и он подтвердил Эйхманну в моём присутствии, что миссия команды 1005 выполнена.
Блобель был приговорён к смерти Нюрнбергским трибуналом по процессу айнзатцгрупп. Он был повешен в тюрьме Ландсберг 8 июня 1951 года. В Нюрнберге Блобель обвинялся в смерти около 60 тысяч человек, по свидетельским показаниям было доказано 10-15 тысяч смертей.